# محمدی (گناوه)
محمدی، روستایی است از توابع بخش ریگ شهرستان گناوه استان بوشهر ایران.

## جمعیت
این روستا در دهستان رودحله قرار دارد و بر اساس سرشماری سال ۱۳۸۵ آمار رسمی جمعیت آن ۴۶۵نفر (۱۰۵خانوار) می‌باشد.
در سالهای ابتدائی دهه ۹۰ عده ای از مردم روستا که در دهه عای قبل به شهر مهاجرت نموده بودند خانه‌ای دیگر را برای خود در روستا ساخته و به زندگی همزمان در شهر و روستا پرداختند تا ایام فراغت خود را در آن روستا بگذرانند که در این موضوع نوادگان حاج صفر عبداللهی سرآمد بودند ولی خاطر نشان می‌شود آنها هیچگاه به طور کامل روستای خود را ترک نکرده بودند.
اکثر افرادی که از این روستا مهاجرت نموده‌اند زمین‌های کشاورزی خود را نفروخته‌اند و برای کشاورزی که برای آنان نوعی تفریح هست بر می‌گردند.

## تحولات
افتتاح جاده ساحلی
با افتتاح راه ارتباطی جدید بین شهرستان‌های بوشهر و گناوه (جاده ساحلی) که در دوره استانداری مهندس تبادار اقدامات اولیه آن انجام شده بود این روستا که به نسبت دیگر روستاهای این دو شهرستان فاصله کمتری با این جاده دارد دسترسی به آن نسبت به قبل بهتر شده و مورد توجه قرار گرفته و همان‌طور که در موضوع جمعیت به آن پرداخته شد باعث افزایش ارتباط بین روستاییان سابق و فعلی و حضور بیشتر مهاجرین به شهر در روستا شده است.